# غرانت بريغز
غرانت بريغز (بالإنجليزية: Grant Briggs)‏ هو لاعب كرة قاعدة أمريكي، ولد في 16 مارس 1865 في بيتسبرغ في الولايات المتحدة، وتوفي بنفس المكان في 31 مايو 1928.